# Kreiskliniken Reutlingen
Die Kreiskliniken Reutlingen gGmbH ist der Träger des Klinikum am Steinenberg in Reutlingen, der Albklinik in Münsingen und des MVZ Gammertingen. Der Landkreis Reutlingen ist Gesellschafter der Kreiskliniken Reutlingen gGmbH.
Mit insgesamt rund 850 Betten, rund 2.500 Nachwuchs-, Fach- und Führungskräften sind die Kreiskliniken Reutlingen GmbH, der größte kommunale Arbeitgeber der Region und versorgen etwa 38.000 stationäre und 82.000 ambulante Patienten pro Jahr. 

## Geschichte
Das Klinikum am Steinenberg geht zurück auf das Neue Bezirks-Krankenhaus, das im November 1892 eröffnet wurde. Das ursprüngliche Backsteingebäude bestand aus einem zweistöckigen Mittelbau und zwei einstöckigen Seitenflügeln mit großer Gartenanlage sowie einem Gebäude zur Isolierung. Zu Beginn zählte das Haus 18 Krankenzimmer mit 50 Betten und besaß bereits ein modernes Belüftungssystem.

## Klinikum am Steinenberg
Neben der Albklinik in Münsingen ist das Klinikum am Steinenberg in Reutlingen zudem Akademisches Lehrkrankenhaus der Universität Tübingen sowie der Paracelsus Medizinische Privatuniversität Salzburg. 

### Medizinische Abteilungen
Kompetenzzentren Klinikum Reutlingen
- Brustzentrum
- Darmzentrum
- Endo Prothetik Zentrum
- Gynäkologisches Tumorzentrum
- Interdisziplinäres Gefäßzentrum
- Krebszentrum Reutlingen
- Lokale Schlaganfalleinheit
- Pankreaskarzinomzentrum
- Perinatalzentrum
- Prostatakarzinomzentrum
- Regionales Schmerzzentrum
- Regionales Traumazentrum
- Zentrum für Altersmedizin
- Zentrum für Palliativmedizin
- Zentrum für Suchttherapie (in Verbindung mit der PP.rt)

### Ausstellungen
In den Kreiskliniken Reutlingen finden ganzjährig wechselnde Ausstellungen statt. In Dauerausstellung befinden sich Werke aus dem Nachlass von Lothar Schall und seinem Schüler Frank Christoph Schnitzler, dessen Bilder für die Kreiskliniken Reutlingen zum 40-jährigen Bestehen des Landkreises Reutlingen gestiftet wurden.

## Albklinik Münsingen
Die Albklinik ist ein Krankenhaus der Grundversorgung und stellt 95 Planbetten und 6 Betten für die Geburtshilfe. Es behandelt 3.100 stationäre und 5.000 ambulante Patienten pro Jahr.
Besonderheiten dieses Krankenhauses ist die Schmerzklinik, die verschiedene Behandlungsoptionen für chronische Schmerzen anbietet.